# Shamesexting
Shamesexting is een vorm van sexting waarbij seksueel getint beeldmateriaal zonder toestemming verspreid wordt, en waarbij de geportretteerden impliciet of expliciet geshamed en geblamed worden. Bij wraakporno wordt dit uit wraak gedaan.
De gevolgen van het ongevraagd verspreiden van beeldmateriaal zijn vaak groot. Het shamen en blamen van geportretteerden kan traumatisch voor hen zijn en maakt hen slachtoffers van een groepsproces: victimblaming. De naam shamesexting verwijst naar dit proces.

## Verhouding tot andere vormen van sexting
Bij exposen worden ook de persoonsgegevens van de geportretteerde vrijgegeven (doxing) en kan er expliciet worden opgeroepen tot haat. Sextortion is afpersing met naaktfoto's, mogelijk onder dreigement van shamesexting.